# Holoparamecus convexus
Holoparamecus convexus is een keversoort uit de familie zwamkevers (Endomychidae). De wetenschappelijke naam van de soort werd in 1982 gepubliceerd door Wolfgang H. Rücker.